# 児玉勝司
児玉 勝司（こだま かつし、1965年11月27日 - ）は、広島テレビ放送の元アナウンサー。

## 来歴・人物
広島県広島市佐伯区出身。広島県立五日市高等学校、青山学院大学卒業。
1989年に広島テレビ放送に入社（同期には田坂るりアナウンサー〔2008年5月末退職〕がいる）。
「進め!スポーツ元気丸」など広島テレビ放送の主たる番組に出演した後、2001年4月から柏村武昭の後を受ける形で「テレビ宣言にゅ～」（2001～2005年放送）→「テレビ宣言」（2005～2008年放送）のキャスターを務める。2007年3月をもって藤村直己アナウンサーに交替し、2008年春の改編で「テレビ宣言」の後を受けて始まった「旬感テレビ派ッ!（現：テレビ派）」で再び夕方の顔として活躍するようになった。
アナウンス部長を歴任した。
2012年3月をもってアナウンサーを「卒業」したが、2023年3月まで広島テレビには在籍しており、時折テレビに顔を出すこともあった。
2018年に「広テレ!キャンパス」アナウンススクール校長に就任。
2023年3月をもって広島テレビを退社。その後、比治山大学現代文化学部マスコミュニケーション学科の教授に転身した。

## 過去の主な担当番組
- 進め!スポーツ元気丸（1993年 - ） MC
- テレビ宣言（2001年4月 - 2007年3月） MC
- ほっとひろしま
- こちらマル○生活研究所
- サンデーリポートひろしま
- YOUなび（金曜日）
- もっきんCafe（金曜日）
- テレビ派（2008年4月-2012年3月） MC
  - 2008年4月から2011年4月1日までの正式番組名は『旬感★テレビ派ッ!』（通称：テレビ派）
- 各種ニュース番組